# Wishmaster
Wishmaster – trzeci album zespołu Nightwish.

## Opis albumu
Album przez trzy tygodnie zajmował pierwsze miejsce na liście albumów w Finlandii i w tym czasie zdobył status Złotej Płyty. Wkrótce został też ogłoszony albumem miesiąca w niemieckim magazynie Rock Hard, obok długo oczekiwanych nowych albumów Bon Jovi i Iron Maiden. Wishmaster debiutował także na listach przebojów niemieckiej (na 21. miejscu) oraz francuskiej (66. miejsce).
Warto zaznaczyć, iż album Wishmaster pisany był pod natchnieniem i w nawiązaniu do serii książek fantasy osadzonych w świecie Dragonlance (Smoczej Lancy) autorstwa Margaret Weis i Tracy Hickman’a pt. „Smoki Jesiennego Zmierzchu”, „Smoki Zimowej Nocy” oraz „Smoki Wiosennego Świtu”.

## Lista utworów
Opracowano na podstawie materiału źródłowego.
1. „She Is My Sin” (muz. Tuomas Holopainen, sł. Tuomas Holopainen) – 4:46
2. „The Kinslayer” (muz. Tuomas Holopainen, sł. Tuomas Holopainen) – 3:59
3. „Come Cover Me” (muz. Tuomas Holopainen, sł. Tuomas Holopainen) – 4:34
4. „Wanderlust” (muz. Tuomas Holopainen, sł. Tuomas Holopainen) – 4:50
5. „Two For Tragedy” (muz. Tuomas Holopainen, sł. Tuomas Holopainen) – 3:51
6. „Wishmaster” (muz. Tuomas Holopainen, sł. Tuomas Holopainen) – 4:23
7. „Bare Grace Misery” (muz. Tuomas Holopainen, sł. Tuomas Holopainen) – 3:39
8. „Crownless” (muz. Tuomas Holopainen, sł. Tuomas Holopainen) – 4:26
9. „Deep Silent Complete” (muz. Tuomas Holopainen, sł. Tuomas Holopainen) – 3:57
10. „Dead Boy’s Poem” (muz. Tuomas Holopainen, sł. Tuomas Holopainen) – 6:47
11. „FantasMic” (muz. Tuomas Holopainen, sł. Tuomas Holopainen) – 8:18

| Official Collector’s Edition |
| --- |
| 1. „She Is My Sin” - 4:46 2. „The Kinslayer” - 3:59 3. „Come Cover Me” - 4:34 4. „Wanderlust” – 4:50 5. „Two For Tragedy” – 3:51 6. „Wishmaster” – 4:23 7. „Bare Grace Misery” – 3:39 8. „Crownless” – 4:26 9. „Deep Silent Complete” – 3:57 10. „Dead Boy’s Poem” – 6:47 11. „FantasMic” – 8:18 12. „Sleepwalker” (Original Version) – 2:57 13. „Wanderlust” (Live) – 4:33 14. „Deep Silent Complete” (Live) – 4:20 |

| Extended Edition |
| --- |
| 1. „She Is My Sin” - 4:46 2. „The Kinslayer” - 3:59 3. „Come Cover Me” - 4:34 4. „Wanderlust” – 4:50 5. „Two For Tragedy” – 3:51 6. „Wishmaster” – 4:23 7. „Bare Grace Misery” – 3:39 8. „Crownless” – 4:26 9. „Deep Silent Complete” – 3:57 10. „Dead Boy’s Poem” – 6:47 11. „FantasMic” – 8:18 12. „Sleeping Sun” (teledysk) – 4:01 |

| Japanese Edition/Limited Edition/Digipack |
| --- |
| 1. „She Is My Sin” - 4:46 2. „The Kinslayer” - 3:59 3. „Come Cover Me” - 4:34 4. „Wanderlust” – 4:50 5. „Two For Tragedy” – 3:51 6. „Wishmaster” – 4:23 7. „Bare Grace Misery” – 3:39 8. „Crownless” – 4:26 9. „Deep Silent Complete” – 3:57 10. „Dead Boy’s Poem” – 6:47 11. „FantasMic” – 8:18 12. „Sleepwalker” – 2:56 |

| Korean Edition |
| --- |
| 1. „She Is My Sin” - 4:46 2. „The Kinslayer” - 3:59 3. „Come Cover Me” - 4:34 4. „Wanderlust” – 4:50 5. „Two For Tragedy” – 3:51 6. „Wishmaster” – 4:23 7. „Bare Grace Misery” – 3:39 8. „Crownless” – 4:26 9. „Deep Silent Complete” – 3:57 10. „Dead Boy’s Poem” – 6:47 11. „FantasMic” – 8:18 12. „Passion & The Opera” – 3:36 |

| Vinyl Edition |
| --- |
| Strona A 1. „She Is My Sin” - 4:46 2. „The Kinslayer” - 3:59 3. „Come Cover Me” - 4:34 4. „Wanderlust” – 4:50 5. „Two For Tragedy” – 3:51 6. „Wishmaster” – 4:23 Strona B 1. „Bare Grace Misery” – 3:39 2. „Crownless” – 4:26 3. „Deep Silent Complete” – 3:57 4. „Dead Boy’s Poem” – 6:47 5. „FantasMic” – 8:18 |

| Back On Black Records Vinyl Edition |
| --- |
| Strona A 1. „She Is My Sin” - 4:46 2. „The Kinslayer” - 3:59 3. „Come Cover Me” - 4:34 Strona B 1. „Wanderlust” – 4:50 2. „Two For Tragedy” – 3:51 3. „Wishmaster” – 4:23 Strona C 1. „Bare Grace Misery” – 3:39 2. „Crownless” – 4:26 3. „Deep Silent Complete” – 3:57 Strona D 1. „Dead Boy’s Poem” – 6:47 2. „FantasMic” – 8:18 |

## Listy sprzedaży
| Lista                   | Kraj      | Pozycja |
| ----------------------- | --------- | ------- |
| Suomen virallinen lista | Finlandia | 1       |
| SNEP                    | Francja   | 66      |